# Mălina Călugăreanu
Mălina Călugăreanu (* 15. September 1996 in Bukarest) ist eine rumänische Florettfechterin.

## Leben
Călugăreanu begann mit dem Florett zu fechten, als sie 12 Jahre alt war. Unter der Leitung ihrer Trainer Petre Ducu und Florin Gheorghe trainierte sie beim CSA Steaua Bukarest. Sie kämpft mit der linken Hand.
Bereits 2013 war sie Teil der rumänischen Fechtnationalmannschaft, die an den Europameisterschaften in Zagreb teilnahm. Ihren ersten Junioren-Weltcup Sieg konnte sie 2014 in Timișoara feiern. Die Saison 2014–2015 beendete sie auf dem ersten Platz der Junioren-Weltrangliste.
Im Jahr 2016 erzielte sie den ersten großen internationalen Erfolg ihrer Karriere, indem sie sich beim vorolympischen Turnier in Prag für die Olympischen Spiele in Rio de Janeiro qualifizierte, wo sie im Florett-Einzel mit 12:15 gegen die Brasilianerin Ana Beatriz Bulcão verlor und nach der ersten Runde ausschied. Sie kam auf Platz 34.
Bei der Sommer-Universiade 2019 in Neapel erreichte sie im Florett-Einzel den dritten Platz.
Sie nahm auch an den Europaspielen 2023 in Krakau teil und belegte zusammen mit der Israelin Gili Kuritzky den dritten Platz im Florett-Einzel.
Auch im Jahr 2024 konnte sie ihre Teilnahme an den Olympischen Sommerspielen in Paris sichern, indem sie erfolgreich an einem Qualifikationsturnier teilnahm. Sie kam im Wettkampf Florett Einzel der Damen bis ins Achtelfinale, wo sie mit 9:15 Alice Volpi aus Italien unterlag.
Sie spricht außer ihrer Muttersprache auch Englisch und studierte Human Movement Studies (Menschliche Bewegung) an der Staatlichen Universität für Sport und Sporterziehung (Universitatea Națională de Educație Fizică și Sport (UNEFS)) in Bukarest.